# Horacio Gómez Araújo
Horacio Gómez Araújo (Tomiño, 5 de septiembre de 1953, es un empresario español, que fue presidente del Real Club Celta de Vigo entre 1995 y 2006.

## Biografía
Propietario de la empresa de distribución de bebidas Disgobe, fundada en 1975, fue presidente del Real Club Celta de Vigo entre 1995 y 2006.
Fue número dos en las listas del PPdG en las elecciones municipales de 1999 al Ayuntamiento de Vigo. En el año 2011 fue condenado a dos años de inhabilitación por su gestión en el Real Club Celta, aunque la petición de la fiscalía era mucho más elevada.